# Łąka ramienicowa
Łąki ramienicowe, podwodne łąki ramienicowe (Charetea) – syntakson w randze klasy, do której należą zbiorowiska makrofitów budowanych głównie przez ramienicowce. W przyjętym w Polsce systemie jest to takson monotypowy, do którego należy tylko jeden rząd związków roślinnych – Charetalia. Wyjątkowo łąki ramienicowe tworzone są przez gatunki słonowodne (np. Charetum balticae, czyli zbiorowisko ramienicy bałtyckiej) i wówczas są zaliczane do klasy łąk podmorskich Ruppietea maritimae.

## Charakterystyka
Łąki podwodne tworzone przez duże glony (makroglony) zakotwiczone w dnie za pomocą chwytników. Zbiorowiska charakterystyczne dla tzw. jezior ramienicowych, czyli jezior o małej lub umiarkowanej zawartości biogenów – oligotroficznych i mezotroficznych, ale nierzadko dużej twardości wody. Ze względu na dość dużą przezroczystość preferowanych wód mogą występować na stosunkowo dużych głębokościach (w rekordowo czystych jeziorach amerykańskich ramienice znajdowano na głębokości kilkudziesięciu metrów). Mogą być zbiorowiskami roślinności pionierskiej w nowo powstających zbiornikach, wraz z eutrofizacją wypierane przez zbiorowiska innych makrofitów (głównie łąk podwodnych z klasy Potametea) lub zanikające ze względu na zacienianie przez fitoplankton. Łąki ramienicowe mogą pojawiać się w wodach o różnym stopniu zanieczyszczenia, więc samo ich występowanie nie jest dowodem na dobry stan ekologiczny wód, podobnie jak brak nie jest dowodem na zły stan, ale z reguły nie występują w jeziorach o złym stanie ekologicznym wód, a ich dominacja wiąże się z bardzo dobrym stanem ekologicznym. Często porastają podłoże, na którym nie mogą zakorzenić się rośliny naczyniowe – kamieniste, piaszczyste, silnie rozwodnione organiczne. Wiele łąk ramienicowych występuje w zbiornikach o dużej zawartości wapnia, ale nie jest to regułą. W wodach o dużej ilości wapnia, silnie zmineralizowanych i zasadowym odczynie częściej dominują zbiorowiska budowane przez gatunki ramienic (Chara), podczas gdy w wodach umiarkowanie zmineralizowanych i o odczynie zbliżonym do obojętnego – gatunki kryniczników (Nitella). 
Głęboko zanurzone łąki ramienicowe ze względu na dużą zawartość rozpuszczonego tlenu wydzielanego podczas fotosyntezy, a jednocześnie niską temperaturę wody i strukturę tworzących je roślin są miejscem tarła ryb siejowatych.

## Występowanie
W Polsce występują głównie na terenie pojezierzy (różne typy z różnym rozmieszczeniem), ale izolowane stanowiska także na pozostałym obszarze. W pierwszych dekadach XXI w. łąki ramienicowe stwierdzano w nieco ponad połowie twardowodnych, stosunkowo dużych (o powierzchni powyżej 50 ha) jezior. Wśród nich najczęściej występującym zbiorowiskiem było Nitellopsidetum obtusae.

## Syntaksonomia

### Charakterystyczna kombinacja gatunków
ChCl., ChO. : ramienica delikatna (Chara delicatula), ramienica krucha (Chara fragilis), krynicznica tępa (Nitellopsis obtusa).
Dla rzędu i klasy charakterystyczne są gatunki z rodzajów Chara, Nitella, Nitellopsis i Lychnothamnus, poza tym w łąkach ramienicowych mogą pojawiać się gatunki hydrofitów charakterystycznych dla innych klas.

### Podkategorie syntaksonomiczne
W obrębie klasy w Polsce wyróżniane są następujące syntaksony (ujęcie Władysława Matuszkiewicza):
- klasa Charetea
  - rząd Charetalia
    - związek Charion fragilis
      - zespoły:
      - Charetum tomentosae
      - Charetum contrariae
      - Charetum rudis
      - Charetum asperae
      - Charetum jubatae
      - Charetum aculeolatae
      - Charetum strigosae
      - Nitellopsidetum obtusae
      - Charetum fragilis
      - Charetum (= Magnocharetum) hispidae
      - Charetum polyacanthae
      - Charetum tenuispinae
      - Charetum vulgaris

    - związek Nitellion flexilis
      - zespoły:
      - Charetum coronatae
      - Nitelletum mucronatae
      - Nitelletum flexilis
      - Nitelletum syncarpae
      - Nitelletum gracilis
      - Nitelletum opacae

### Kontrowersje syntaksonomiczne
Początkowo łąki ramienicowe były zaliczane do klasy słodkowodnych makrofitów Potametea. Od lat 30. XX w. zaczęto wyróżniać dla nich rząd Charetalia, a od lat 60. zaproponowano wyróżnienie klasy Charetea. Stanowisko to przyjęto w polskiej hydrobotanice szczególnie pod wpływem Henryka Tomaszewicza, który pod koniec lat 70. przedstawił system, w którym prawie wszystkie zespoły budowane przez ramienice (razem z Charetum foetidae nieuwzględnianym w systemie Matuszkiewicza) oraz Nitellopsidetum obtusae włączył do związku Charion fragilis, a wszystkie zespoły budowane przez kryniczniki do związku Nitellion (przy czym w przypadku kilku dotąd niescharakteryzowanych zbiorowisk zaproponował nadanie im rangi zespołu). Trzecim związkiem klasy Charetea w jego systemie był Charion canescentis z zespołami Charetum balticae i Tollypelletum nidificae. W niektórych innych systemach, w tym Matuszkiewicza, te dwa zespoły włączane są do klasy łąk podmorskich Ruppietea maritimae i związku luźnych łąk podmorskich Ruppion maritimae, jako że występują w słonawych wodach morskich (w Polsce w Zatoce Puckiej). Niektóre zespoły związku Nitellion są typowe dla jezior lobeliowych, w związku z czym zaliczane bywają do klasy Littorelletea uniflorae.
W systemie przyjętym w Holandii klasa Charetea nie jest monotypowa, gdyż oprócz rzędu Charetalia wydzielane są inne rzędy:
- klasa Charetea fragilis
  - rząd Nitelletalia flexilis
    - związek Nitellion flexilis

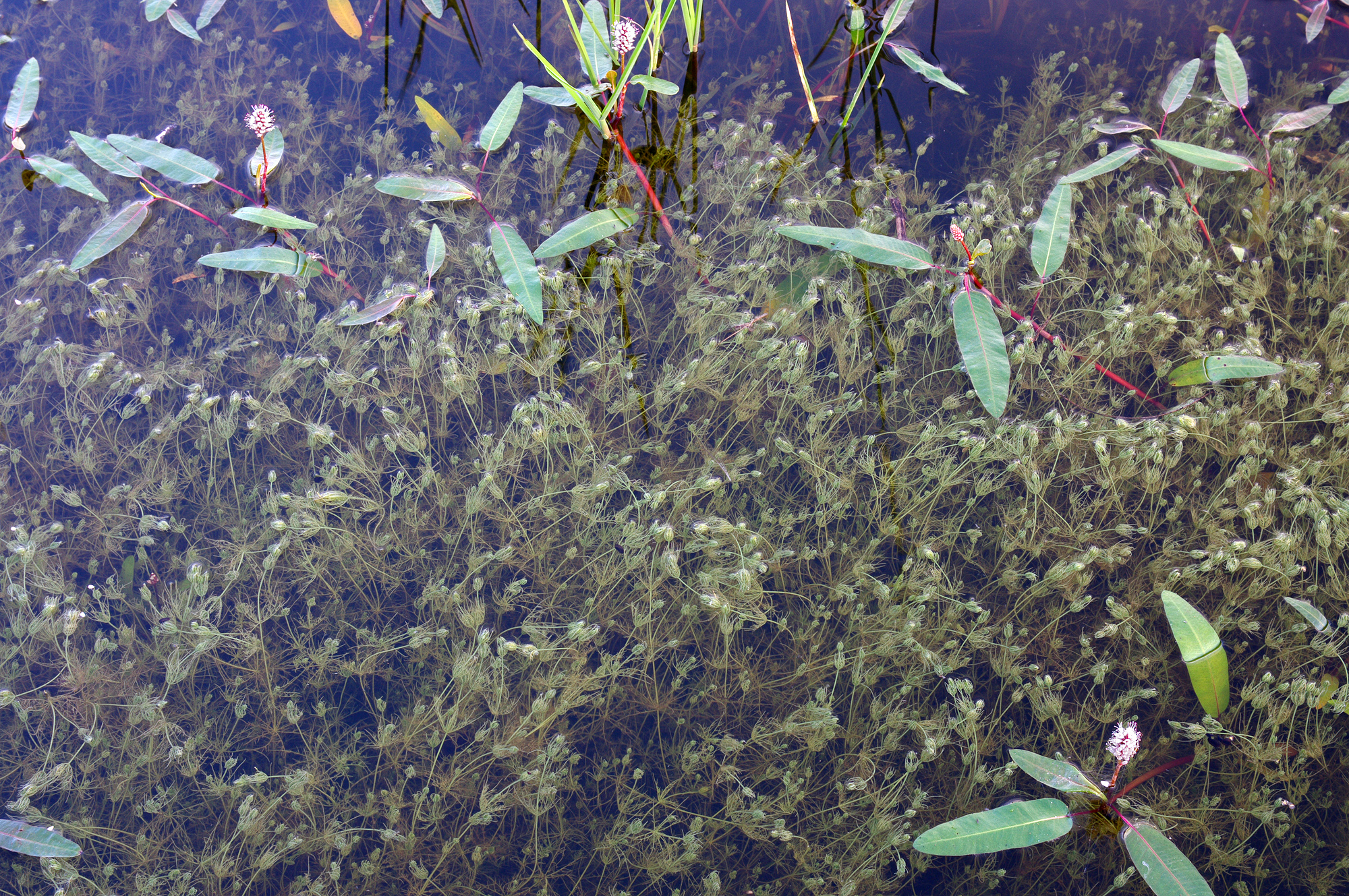
Łąka ramienicowa (Chara vulgaris)

      - zespół Nitelletum translucentis

  - rząd Charetalia hispidae
    - związek Charion fragilis
      - zespół Nitellopsidetum obtusae
      - zespół Charetum hispidae
      - zespół Charetum asperae

    - związek Charion vulgaris
      - zespół Charetum vulgaris
      - zespół Lemno-Nitelletum capillaris
      - zespół Tolypelletum proliferae

  - rząd Lamprothamnietalia papulosi
    - związek Charion canescentis
      - zespół Charetum canescentis

## Zagrożenia i ochrona
Łąki ramienicowe w miarę postępującej eutrofizacji i związanym z tym wzrostem stężenia fosforu, mętności i przewagi konkurencyjnej roślin naczyniowych zanikają.
Występowanie typowych łąk ramienicowych jest podstawą do objęcia zbiorników, w których występują, ochroną jako siedlisko przyrodnicze 3140 (twardowodne oligo– i mezotroficzne zbiorniki z podwodnymi łąkami ramienic Charetea) w systemie Natura 2000. Łąki ramienicowe mogą jednak występować domieszkowo także w jeziorach eutroficznych (siedlisko przyrodnicze 3150), a pewne postacie (Nitelletum flexilis, Nitelletum capillaris) są typowe dla miękkowodnych jezior lobeliowych (siedlisko przyrodnicze 3110). Z kolei ramienicowe łąki podmorskie mogą występować w siedlisku przyrodniczym 1160 (duże płytkie zatoki).